# Humaan leukocytenantigeen
Humaan leukocytenantigenen (human leukocyte antigens, HLA) zijn antigenen die aanwezig zijn op alle lichaamscellen, behalve op de rode bloedcellen. De naam humaan leukocytenantigeen werd ontleend aan de witte bloedcellen (leukocyten), omdat deze antigenen op die cellen als eerste ontdekt werden. Later bleek dat alle lichaamscellen HLA aan hun oppervlakte vertonen, behalve de rode bloedcellen.
HLA is de menselijke variant van het MHC en onder andere belangrijk bij de bepaling of een persoon als donor of ontvanger kan optreden voor een orgaan van een ander - de HLA-antigenen mogen hiervoor niet te veel verschillen. In de praktijk worden echter toch vaak organen met een ander HLA getransplanteerd omdat maat en beschikbaarheid zwaarder wegen (met andere woorden: het duurt te lang om op een perfecte HLA-match te wachten). Wel wordt geprobeerd het HLA-type van donor en ontvanger zo veel mogelijk af te laten stemmen, omdat dit de kans op langdurig succes van de transplantatie enorm vergroot. Bij een niet-perfecte HLA-match worden immunosuppressiva voorgeschreven om afstoting tegen te gaan (dit is dus eigenlijk altijd zo, behalve bij identieke tweelingen).
Daarnaast is van veel ziekten aangetoond dat het hebben van een bepaald HLA-type de kans op het ontwikkelen van die ziekte groter of kleiner maakt. Dragers van bepaalde HLA-typen zijn dan onder- of oververtegenwoordigd onder de lijders aan deze ziekte. Dit geldt bijvoorbeeld voor HLA-B27 en de ziekte van Bechterew. Omdat het HLA-type erfelijk is, krijgt een dergelijke ziekte daardoor een duidelijke erfelijke component.
Van HLA-genen is bekend dat ze van invloed zijn op de natuurlijk aanwezige darm en huidflora, en zodoende effect hebben op de lichaamsgeur die een persoon verspreidt. Individuen met een overeenkomstige HLA set vinden de lichaamsgeur van de ander minder aantrekkelijk dan personen met een afwijkende HLA set. Zodoende wordt de partnervorming met iemand met een afwijkende HLA set bevorderd, wat de kans op nakomelingen met een gevarieerde mix aan HLA-typen (en dus een beter afweersysteem) garandeert.